# Eryniopsis lampyridarum
Eryniopsis lampyridarum är en svampart som först beskrevs av Roland Thaxter, och fick sitt nu gällande namn av Humber 1984. Eryniopsis lampyridarum ingår i släktet Eryniopsis och familjen Entomophthoraceae.   Inga underarter finns listade i Catalogue of Life.